# Bergmeerschweinchen
Das Bergmeerschweinchen (Kerodon rupestris), auch Felsenmeerschweinchen oder Moko genannt, ist ein im Nordosten Brasiliens beheimatetes wildes Meerschweinchen. Es ist in etwa so groß wie ein Hausmeerschweinchen, hat aber längere Beine. Das Fell ist oben grau und unten gelbbraun.

## Verbreitung und Lebensraum

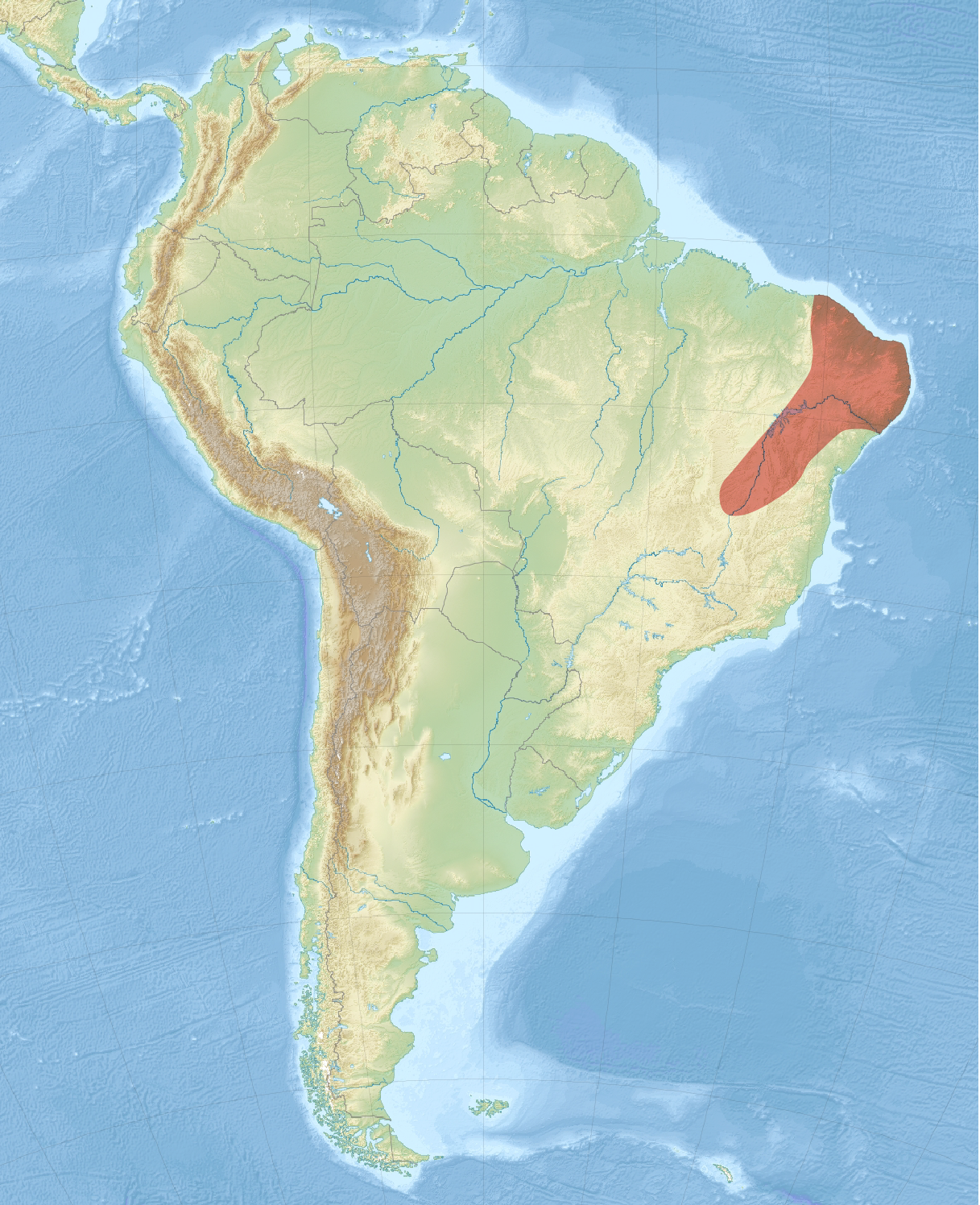
Verbreitungsgebiet des Bergmeerschweinchens

Lebensraum des Bergmeerschweinchens sind felsige Gegenden in den Bundesstaaten Minas Gerais, Bahia und Piauí.

## Lebensweise
Die Tiere verbergen sich tagsüber unter den Steinen und kommt zur Dämmerung hervor. Auf der Suche nach Nahrung, hauptsächlich Blättern, klettert es auch auf Bäume.
Das Bergmeerschweinchen lässt sich leicht zähmen, ist aber überregional als Nutztier ohne Bedeutung. In seiner Heimat wird auch sein Fleisch geschätzt.

## Systematik
Das Bergmeerschweinchen wird als eigenständige Art innerhalb der Gattung Kerodon eingeordnet, die aus zwei Arten besteht. Die wissenschaftliche Erstbeschreibung stammt von den Zoologen Maximilian zu Wied-Neuwied aus dem Jahr 1820 als Cavia rupestris anhand von Individuen aus Brasilien beschrieb. Die Gattung Kerodon wurde 1823 Frédéric Cuvier eingeführt, wobei die Art den nomenklatorischen Typus bildete. Erst 1997 wurde mit dem Klettermeerschweinchen (K. acrobata) eine zweite Art der Gattung wissenschaftlich beschrieben.
Die Gattung Kerodon wurde ursprünglich in die nahe Verwandtschaft der Eigentlichen Meerschweinchen gestellt, durch genetische Untersuchungen wurde jedoch nachgewiesen, dass das Bergmeerschweinchen enger mit dem Capybara (Hydrochoerus hydrochaeris) verwandt ist, wodurch diese eine monophyletische Gruppe bilden. Jüngere Systematiken wie Wilson & Reeder (2005) fassen Kerodon und die Capybaras entsprechend in die Unterfamilie der Hydrochoerinae innerhalb der Meerschweinchen (Caviidae) ein.

## Gefährdung und Schutz
Die Art wird von der International Union for Conservation of Nature and Natural Resources (IUCN) als nicht gefährdet (Least concern) gelistet. Begründet wird dies durch das vergleichsweise große Verbreitungsgebiet, die stabilen Bestände und ihr Vorkommen in mehreren Schutzgebieten.

## Belege
1. ↑  Murray Wrobel: Elsevier’s Dictionary of Mammals. Elsevier, 2006, ISBN 978-0-08-048882-0 (google.de [abgerufen am 10. Januar 2019]).
2. 1 2  Diane L. Rowe, Rodney L. Honeycutt: Phylogenetic Relationships, Ecological Correlates, and Molecular Evolution Within the Cavioidea (Mammalia, Rodentia). Molecular Biology and Evolution 19 (3), 2002; S. 263–277. (Volltext)
3. 1 2 3  Kerodon acrobata. In: Don E. Wilson, DeeAnn M. Reeder (Hrsg.): Mammal Species of the World. A taxonomic and geographic Reference. 2 Bände. 3. Auflage. Johns Hopkins University Press, Baltimore MD 2005, ISBN 0-8018-8221-4.
4. 1 2  J. Moojen, M Looks, A Langguth: A new species of Kerodon Cuvier, 1825 from the state of Goiás, Brazil (Mammalia, Rodentia, Caviidae). Boletim do Museu Nacional, Zoologia, Rio de Janeiro 377, 1997; S. 1–10.
5. ↑  James L. Patton: Kerodon acrobata Moojen, Locks, and Langguth, 1992 In: James L. Patton, Ulyses F.J. Pardinas, Guillermo D’Elía (Hrsg.): Mammals of South America, Volume 2 – Rodents. The University of Chicago Press, Chicago 2015; S. 725. ISBN 978-0-226-16957-6.
6. ↑  James L. Patton: Subfamily Hydrochoerinae Gray, 1825 In: James L. Patton, Ulyses F.J. Pardinas, Guillermo D’Elía (Hrsg.): Mammals of South America, Volume 2 – Rodents. The University of Chicago Press, Chicago 2015; S. 720. ISBN 978-0-226-16957-6.
7. ↑  Kerodon rupestris in der Roten Liste gefährdeter Arten der IUCN 2022. Eingestellt von: F. Catzeflis, J. Patton, A. Percequillo, M. Weksler, 2016. Abgerufen am 20. September 2022.